# George H. Jackson (diplomate)
George Henry Jackson (né à Natick le 28 février 1863 et mort le 13 novembre 1943), est un médecin, diplomate et dirigeant sportif américain.

## Biographie
Diplômé de la Natick High School (en) et de l'université de Madison, George Henry Jackson obtient ses diplômes de médecine et de STB de l'université Yale en 1892.
Engagé comme missionnaire médical dans l'État indépendant du Congo de 1893 à 1895, sa santé l'oblige à rentré aux États-Unis, à New Haven. Après deux ans en tant qu'assistant instructeur en médecine clinique à la Yale School of Medicine (en), il passe dans le service consulaire en 1897. Il est nommé consul en France, à La Rochelle (1898-1908) puis à Cognac (1908-1914). Il gagne une réputation de maître dégustateur de brandy et reçoit des distinctions et d'excellentes notes pour son travail consulaire jusqu'en 1909. Les inspecteurs du département en 1907, 1910 et 1912 note que Jackson est très apprécié dans son district.

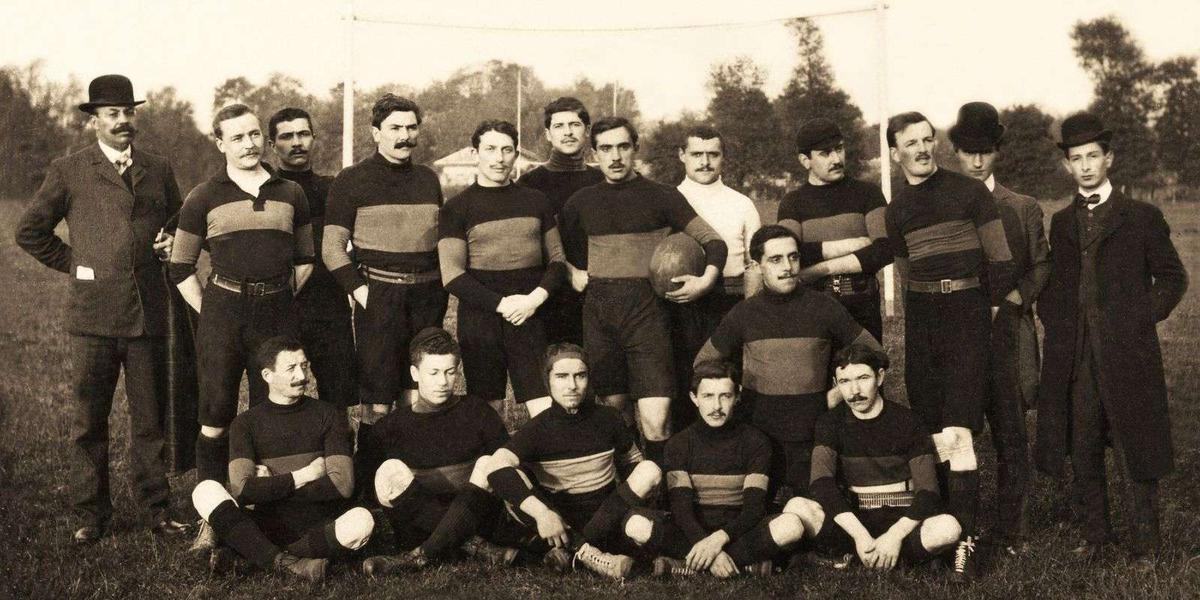
George-Henry Jackson et l'équipe du Stade rochelais (1906).

Dès 1902, il développe la section rugby du Stade rochelais. Cette dernière fait alors partie des clubs de rugby les plus anciens sur le sol français. Il préside le club de 1904 à 1911.
Il est nommé trésorier lors de la réunion fondatrice du Niagara Movement. En 1919, il est nommé à la Commission de Chicago sur les relations raciales.

## Hommages
- Tribune George-Henry-Jackson, stade Marcel-Deflandre[2]

## Sources
1. ↑  Biographical Dictionary of American Physicians of African Ancestry, 1800-1920, 2013
2. ↑  Une tribune historique, Sud Ouest, 26/08/2014

- (en) Cet article est partiellement ou en totalité issu de l’article de Wikipédia en anglais intitulé « George H. Jackson (diplomat) » (voir la liste des auteurs).
- "George Henry Jackson", in: Albert Witherspoon Pegues, Our Baptist Ministers and Schools, 1892